# Andrew J. Kuehn
Andrew J. Kuehn (* 24. September 1937 in Chicago, Illinois; † 29. Januar 2004 in Laguna Beach, Kalifornien) war ein US-amerikanischer Filmproduzent, Regisseur und Pionier auf dem Gebiet der Filmtrailer.

## Leben
Kuehn studierte an der University of Miami und kam in dieser Zeit in Kontakt zu Filmtrailern, als er für eine lokale Firma arbeitete. Er ging zum National Screen Service, die zur damaligen Zeit als einzige Trailer für Filme produzierte. Nach zwei Jahren wechselte er zu MGM, wo er für die Abteilung audiovisuelle Werbung tätig war und fünf Jahre wirkte. In dieser Zeit war er u. a. für die Werbung für Doktor Schiwago (1965) verantwortlich und trug zu dessen Erfolg bei.
Kuehn gründete schließlich 1968 mit Kaleidoscope Films eine eigene Werbefirma für Filme, die mehr als drei Jahrzehnte Bestand hatte. Unter seiner Führung wurden Werbekampagnen für mehr als 1.000 Filmproduktionen entwickelt und durchgeführt. Dabei setzte er vor allem auf Filmtrailer, für die er eine ganz neue Art und Weise der Inszenierung entwickelte, gesprochene Textzeilen entwarf, Musik einsetzte und den Schnitt verantwortete. Unter den Filmen, für die er tätig war, sind zahlreiche Klassiker wie Der Exorzist (1973), Der weiße Hai (1977), Das Imperium schlägt zurück (1980) und E.T. – Der Außerirdische (1982).
Kuehn trat auch als Regisseur in Erscheinung. 1984 verantwortete er Terror im Parkett, der Szenen aus verschiedenen Horrorfilmen der 1970er und 1980er Jahre zusammenschnitt und für den Nancy Allen und Donald Pleasence als Sprecher im Original fungierten. Zwei Jahre zuvor drehte er die Komödie Flush. 1999 folgte die Dokumentation Get Bruce über den Schauspieler, Komiker und Kabarettisten Bruce Vilanch. Als Co-Produzent war Kuehn 1988 an D.O.A. – Bei Ankunft Mord beteiligt. Seine erste Filmproduktion als Produzent war 1969 der Film Coming Apart.
1994 wurde er für sein Lebenswerk beim Cannes Lions International Festival of Creativity mit einem Löwen geehrt.
Kuehn starb im Alter von 66 Jahren infolge einer Krebserkrankung und hinterließ einen Partner sowie eine Schwester. Auf der Oscarverleihung 2004 wurde er ehrend erwähnt.